# Redemption Process
Albums de Anorexia Nervosa
New Obscurantis Order
(2001) The September EP
(2005)
Redemption Process est le quatrième et dernier album d'Anorexia Nervosa, sorti et enregistré en 2004 au Drudenhaus Studios.
Après les deux albums Drudenhaus et New Obscurantis Order, le groupe a voulu changer de voie, sentant qu'ils étaient arrivés à leur maximum dans la violence et la vitesse d'exécution de leurs morceaux.
Cependant ils n'ont pas laissé de côté leurs fondamentaux. Leur musique appartient toujours au black metal symphonique. Elle est caractérisée par un son dense, violent et très orchestral. La musique, très dense, ne laisse que peu de répit.
Le chant de RMS Hreidmarr est toujours aussi caractéristique, et plus maîtrisé que sur les albums précédents. Il alterne entre les chants criés et parlés.

## L'album
Avec cet album, le groupe prend le chemin de la rédemption. Restant dans le nihilisme, il est tout de même optimiste. Il y a une quête de pardon dans la douleur, douleur qui se ressent tout au long des sept pistes.
Les textes reprennent des thèmes nihilistes et religieux. Ils parlent de la naissance d'un Christ plus fort qui viendra élever sa Croix sur les collines de Jerusalem et ainsi sauvera l'Humanité constituée des martyrs d'un prochain Testament (Antinferno).
La chanson Worship Manifesto, reprenant des textes d'Aleister Crowley, comporte les paroles les plus riches. Toujours sous une vision nihiliste, il est question de la beauté plus forte que la Vie et l'Eden. Le corps y est pris pour le dernier chemin de Croix de l'Homme, toujours dans la quête d'une rédemption future.
La seconde partie de l'album est plus désespérée que la première. L'existence terrestre est totalement dénigrée (An Amen, The Sacrament), l'Homme attend la mort comme la fin d'une mascarade totale.

## Titres
| No | Titre             | Durée |
| -- | ----------------- | ----- |
| 1. | The Shining       | 5:30  |
| 2. | Antinferno        | 6:47  |
| 3. | Sister September  | 6:33  |
| 4. | Worship Manifesto | 5:30  |
| 5. | Codex-Veritas     | 7:07  |
| 6. | An Amen           | 7:28  |
| 7. | The Sacrament     | 6:42  |
| 8. | Les Tzars         | 4:53  |

## Anecdotes
- Une édition limitée de l'album est sortie avec en bonus une reprise de la chanson Les Tzars d'Indochine.
- La chanson Worship Manifesto reprend un court passage du poème La Momie attachée d'Antonin Artaud : "... cadavre écorché que lave l'affreux silence de ton corps[1]."